# Smetanka (usedlost na Žižkově)
Smetanka byla v roce 1874 zaniklá usedlost na území dnešní Prahy 3-Žižkova. Stála na jižním úpatí vrchu Vítkov v místech nynější Hartigovy ulice nad žižkovskou sokolovnou.

## Historie
Vinice v místech žižkovské Smetanky je doložena v 16. století. Do roku 1785 na ní byla postavena poměrně rozsáhlá usedlost, u které přetrval ještě roku 1794 malý vinohrad. Od usedlosti vedla Vídeňskou silnicí (Husitská, Hartigova) západním směrem k Praze akátová alej.
Smetanku držel v 18. století major pobočník František Antony. Po jeho smrti ji zdědila dcera Terezie provdaná za Eduarda Otschinka z Karlsheimu, která svým bratrům z usedlosti vyplácela apanáž.
Do dvora se vcházelo branou s pilíři, na nichž stály dvě sfingy nazývané Panny. Na nádvoří vlevo se nacházela stodola, vpravo kolna a malý rybník. Zahrada s mnohými stromy byla doplněna klecemi s ptáky a přiléhal k ní malý les.
Jednopatrová budova s mansardovou střechou krytou šindelem měla v prvním patře 10 oken s žaluziemi a v přízemí stáje. Interiér byl zařízen hodnotným rokokovým nábytkem.

### Zánik
V 70. letech 19. století majitelé odprodali část pole, na kterém stavitel František Horn začal stavět činžovní domy. Roku 1872 se jeden dům sesul. Stavitel ve výstavbě pokračoval a o měsíc později spadl další dům, pod kterým zemřelo šest dělníků. Soudní proces odhalil špatný projekt a nekvalitní použitý materiál.
Roku 1874 byla usedlost zbořena při stavbě železniční trati Turnovsko-kralupsko-pražské dráhy stejně jako sousední Lidmonka. Do počátku 20. století se dochovaly pouze sfingy při bývalé bráně.